# Ver à soie tussah
Antheraea pernyi
Espèce

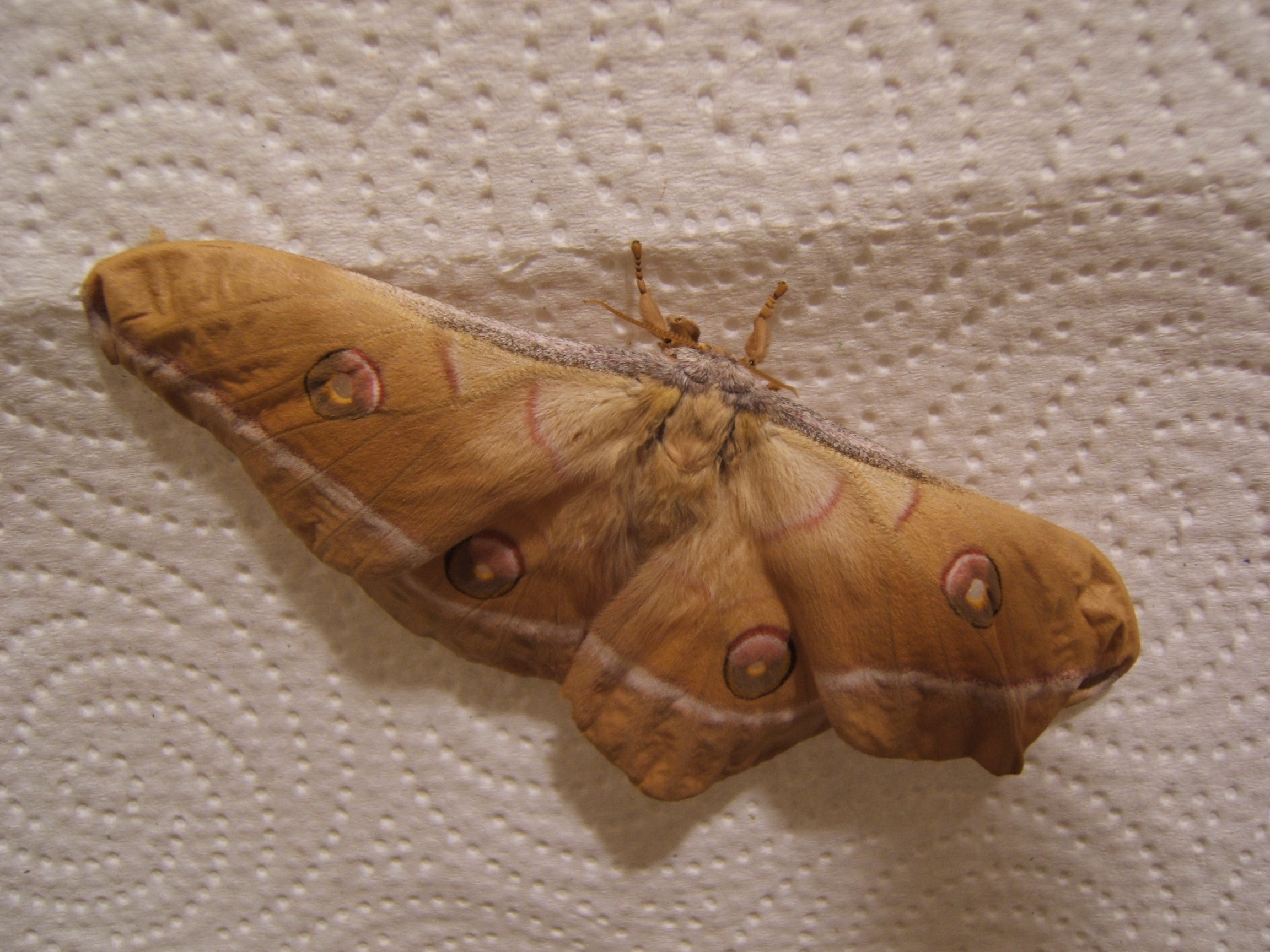
Antheraea pernyi, 12 heures après l’émergence du cocon

Antheraea pernyi est un lépidoptère (papillon) de la famille des Saturniidae, de la sous-famille des Saturniinae.
Sous sa forme de chenille, il est appelé Ver à soie tussah. 
La chenille élevée en semi-captivité, produit un fil servant à tisser de la soie tussah. La chrysalide est consommée traditionnellement dans certaines régions de Chine et le papillon mâle entre dans des produits alimentaires de santé.

## Étymologie et histoire de la nomenclature
Le nom de genre Antheraea est une forme latine irrégulière venant du grec ανθηρος antheros « aux couleurs vives, brillant, fleuri ».
L’épithète spécifique pernyi a été dédiée au père Perny par l’entomologiste Guérin-Méneville. 
Le terme tussah est un emprunt à l’anglais tussore désignant un « foulard fabriqué dans l'Inde avec une soie particulière provenant du ver à soie sauvage ».
Le père Paul-Hubert Perny, des Missions étrangères, fait partie de cette vingtaine de missionnaires naturalistes français qui ont contribué à identifier de nombreuses nouvelles espèces de plantes et d’animaux chinois. Le père Perny, arrivé en Chine en 1845 et nommé évêque du Guizhou en 1850, portait un véritable intérêt à l’histoire naturelle. Il envoya 500 cocons vivants du ver à soie tussah au Muséum d’histoire naturelle de Lyon. Ceux-ci donnèrent naissance aux papillons du ver à soie tussah.
L’entomologiste Guérin-Méneville en donna la description en 1855, sous le nom de Antheraea pernyi, ainsi que celle de la saturnie du chêne du Japon (Antheraea yamamai Guérin-Méneville, 1861) dans le cadre d'une étude visant à trouver une espèce capable de remplacer le ver à soie du Bombyx du mûrier atteint alors de pébrine.

## Description
Les caractères principaux sont,,:
- Répartition : de la région du fleuve Amour (au nord de la Chine) jusqu’au sud de la Chine.
- Envergure du mâle : de 60 à 65 mm, ailes assez pointues. Chez la femelle, les ailes sont à apex anguleux
- Couleur générale fauve rougeâtre
- Habitat : forêts de chênes.
- Plantes-hôtes : Quercus
- Plantes de substitution Photinia, Betula, Eucalyptus gunnii, Fagus

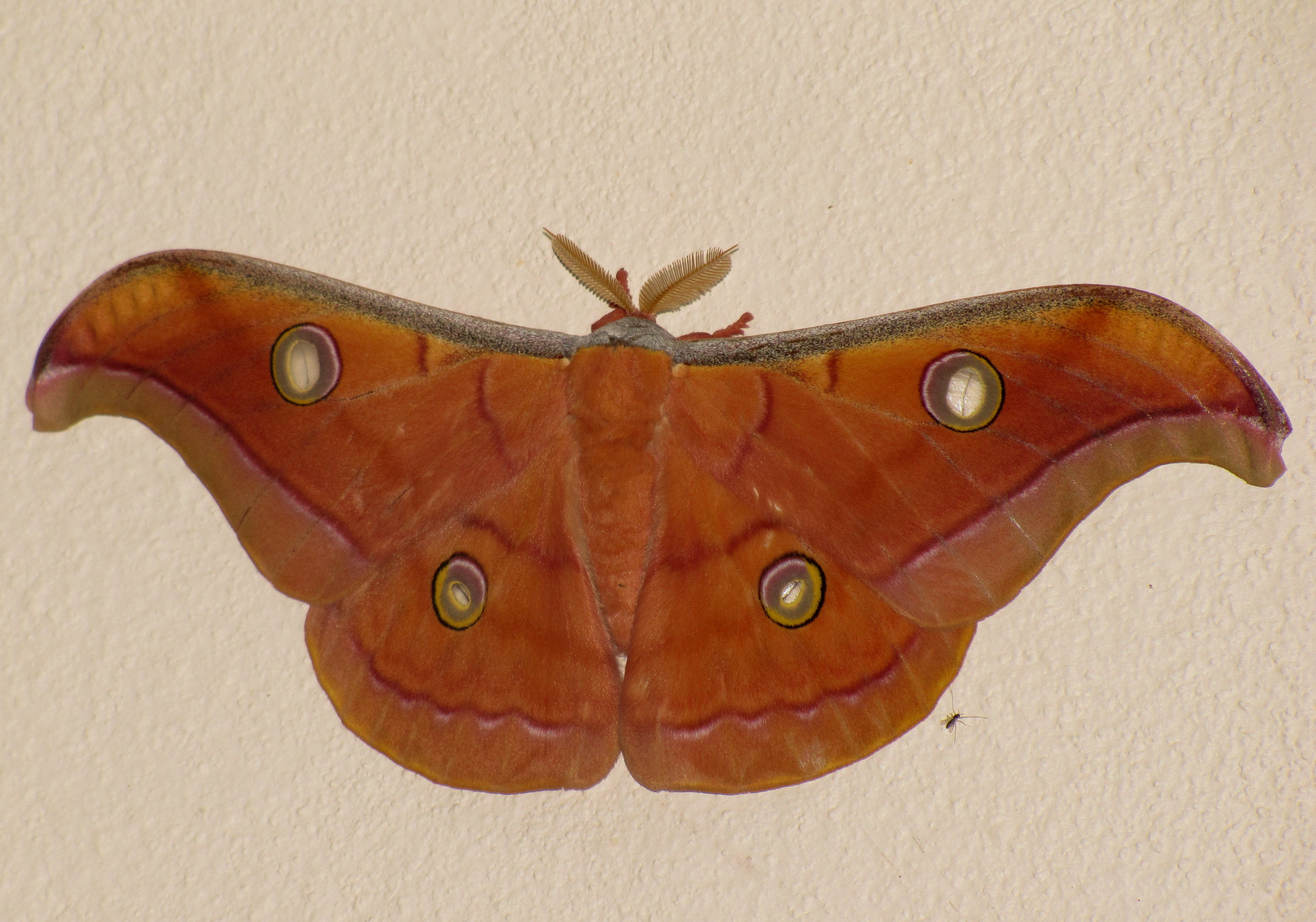
Adulte
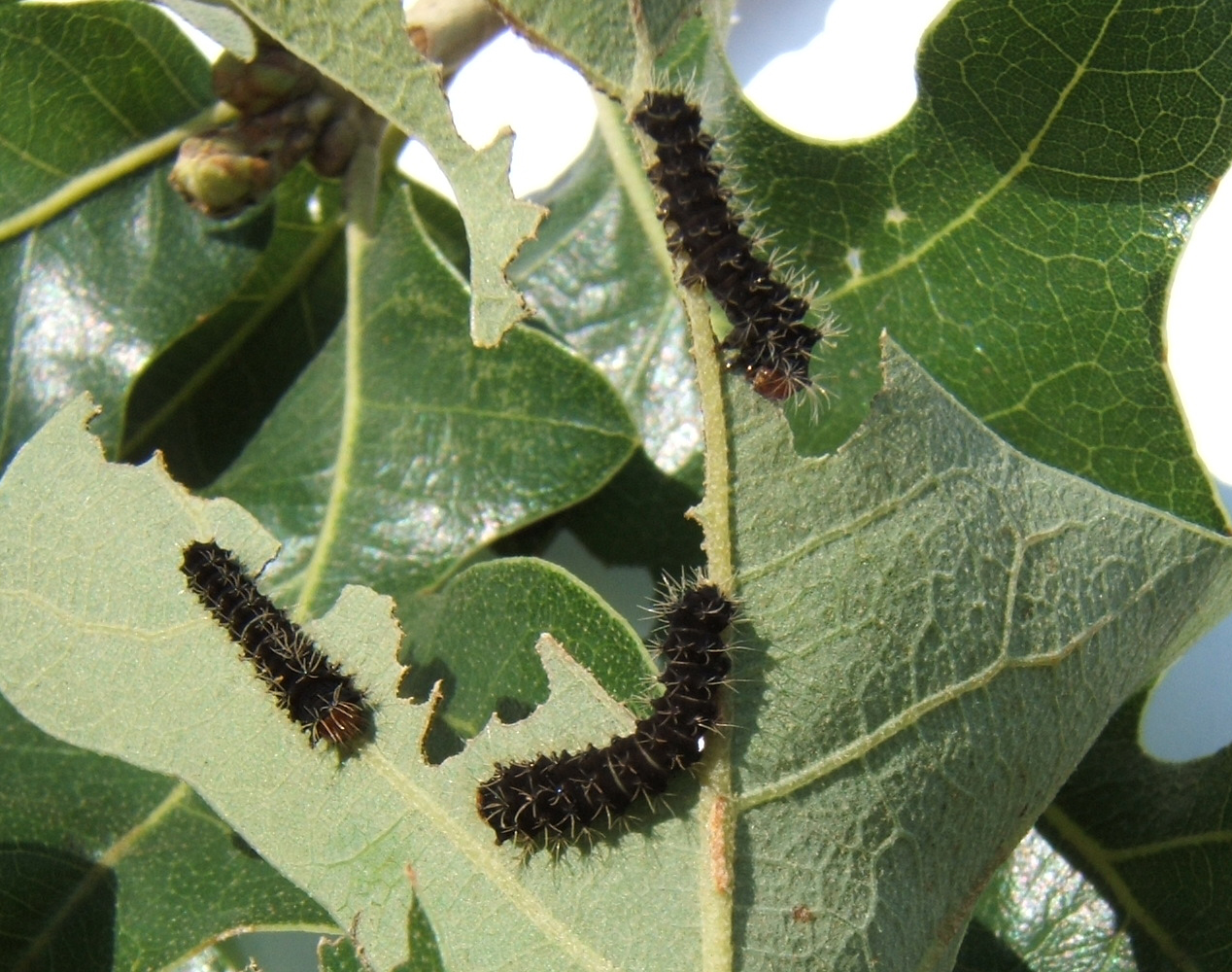
Chenilles sur feuilles de chêne
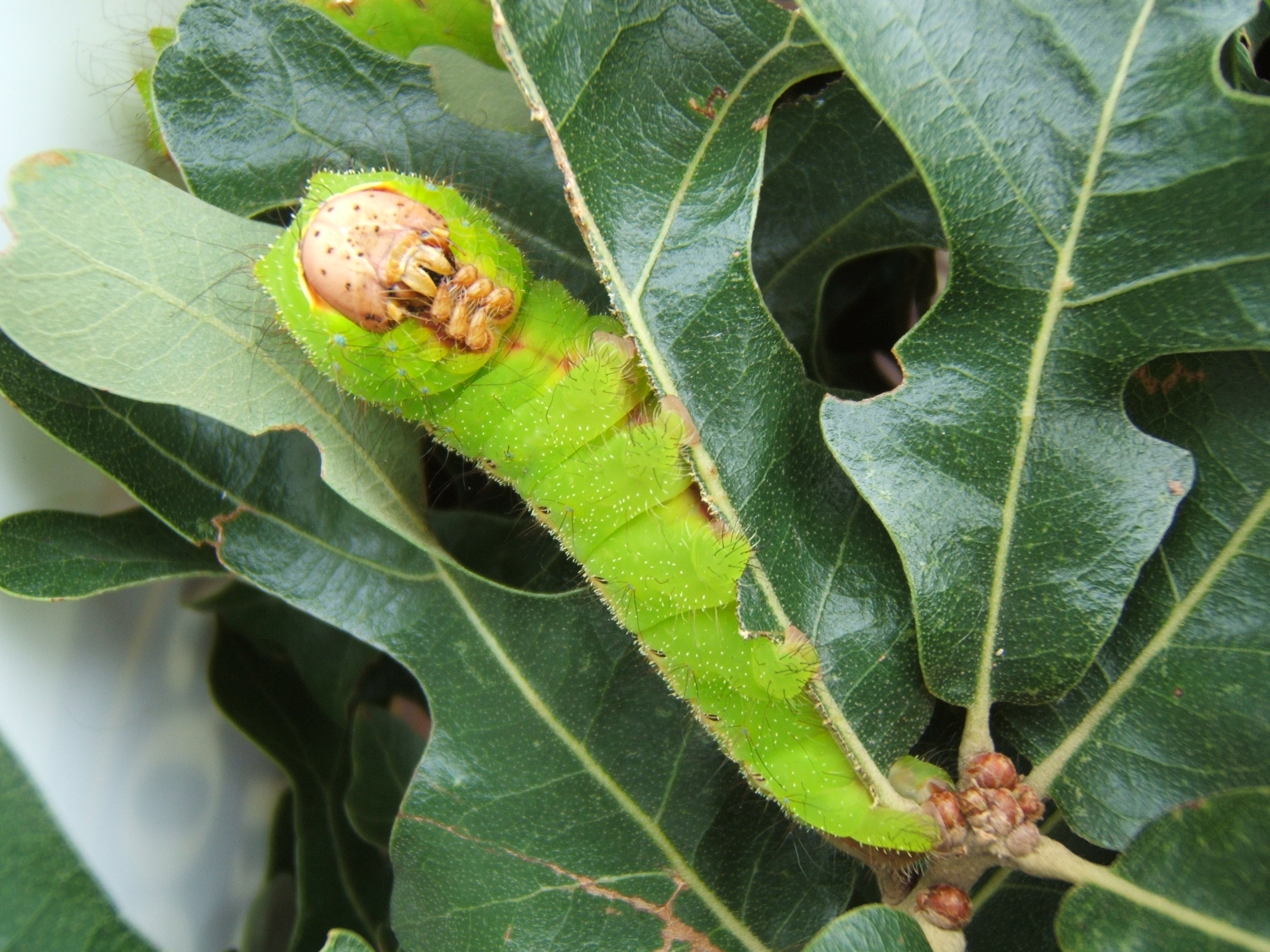
Chenille sur Quercus
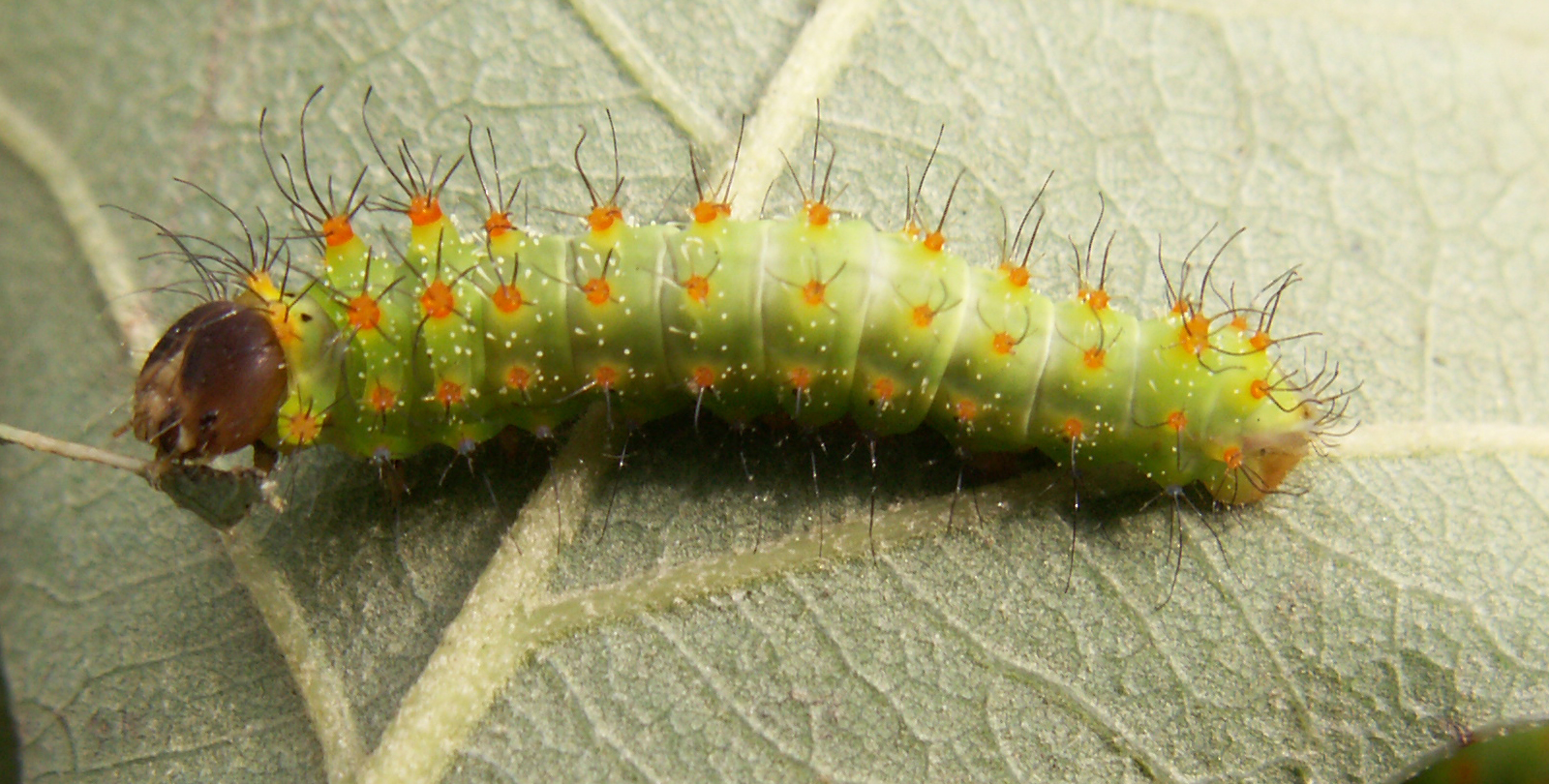
Détail de la chenille.

## Usages
Les paysans chinois ont maîtrisé l’élevage artificiel de Antheraea pernyi avant le XVIIe siècle. Dans les années 2017, plus de 60 000 tonnes de cocons de cette espèce de ver à soie étaient produites en Chine chaque année, représentant 90 % de la production mondiale.
En Chine, des zones entières sont plantées avec le chêne chinois, Quercus variabilis, pour élever en semi-captivité la chenille d’A. pernyi. L’élevage en semi-captivité consiste à implanter, sur des arbres sélectionnés, des insectes à des stades juvéniles de larves ou d’œufs. Cette manière de procéder implique une bonne connaissance de l’insecte et de sa biologie.
En dehors de son usage pour produire de la soie, A. pernyi est aussi utilisé pour alimentation et en médecine traditionnelle chinoise.
Les papillons mâles sont utilisés dans la fabrication de produits alimentaires de santé et de vins curatifs. De plus, les chrysalides sont traditionnellement consommées et vendues sur de nombreux marchés et dans les épiceries du nord-est de la Chine (Zhang, Tang et Chen, 2008).

## Origine
On sait depuis longtemps qu’Antheraea pernyi est apparenté à Antheraea roylei. Mais en 2012 les arguments se sont multipliés pour dire qu’A. pernyi a dérivé il y a des milliers d’années, de A. roylei sauvage. Des données historiques, séricicoles, morphologiques, cytogénétiques et taxonomiques sont citées à l'appui de cette hypothèse. Ceci explique pourquoi A. pernyi est très facile à élever en masse et produit de grandes quantités de soie dans ses cocons, et pourquoi les croisements entre A. pernyi et A. roylei, effectués en Inde, sont parfaitement fertiles pendant de nombreuses générations.
En dehors d’Antheraea pernyi, il existe d'autres vers à soie sauvages : Antheraea mylitta de l'Inde, le ver à soie tropical tussah, et Antheraea polyphemus, le ver à soie polyphème américain.